# Alfonz Bednár
Alfonz Bednár (Neporadza, 19 ottobre 1914 – Bratislava, 9 novembre 1989) è stato un traduttore, sceneggiatore e narratore slovacco.

## Biografia
Nelle sue opere descrisse la drammatica situazione della Slovacchia alla fine della seconda guerra mondiale attraverso la vita dei suoi personaggi.
Nato in una famiglia contadina, frequentò la scuola dell'obbligo a Bošianska Neporadza e compì gli studi liceali a Nitra e a Trenčín. Conseguita la maturità, studiò presso le facoltà di filosofia  di Praga e Bratislava.
Quindi, per alcuni anni fu insegnante di scuola superiore a Liptovský Mikuláš e a Bardejov. Successivamente fu consulente editoriale della casa editrice Pravda e infine divenne redattore della casa editrice di Bratislava Slovenský spisovateľ. Dal 1960 lavorò come direttore e sceneggiatore per la casa di produzione cinematografica Československý film a Bratislava.
Fece il suo ingresso nel mondo letterario dopo il 1945 come traduttore degli scrittori nordamericani e inglesi. Si dedicò alla letteratura anche come studioso: nel 1963 fu pubblicato il primo volume della sua storia della letteratura slovacca Dejiny slovenskej literatúry. 
Nel 1989 ricevette il titolo di artista nazionale.

## Opere

### Per l'infanzia
- 1949 – Strom
- 1950 – Márne chúťky na pochúťky, poesie per l'infanzia
- 1963 – Dva stromy

### Prosa
- 1945 – Lecgou (pubblicato sulla rivista Národná obroda)
- 1954 – Sklený vrch
- 1956 – Hodiny a minúty
- 1960 – Cudzí
- 1964 – Hromový zub
- 1968 – Balkón bol privysoko
- 1970 – Za hrsť drobných (v kazete z Péšávaru)
- 1974 – Za hrsť drobných (v umelom Cézarovi)
- 1978 – Pri holbách smoly
- 1981 – Za hrsť drobných (z rozvojovej planéty Tryfé)
- 1985 – Ako sme sušili bielizeň
- 1986 – Výpoveď
- 1988 – Ad revidendum, Gemini
- 1989 – Osamelý Havran
- 1992 – Role
- 1993 – Veniec na tanieri